# Jan Hertz
Jan Hertz (* 8. Juli 1949 in Hellerup) ist ein dänischer Schauspieler und Regisseur.

## Leben und Wirken
Jan Hertz wuchs als Sohn des Dänen Preben Hertz (1907–1991) und der aus Schweden stammenden Ingegard Mary Karlsson (1921–2012) im Kopenhagener Vorort Hellerup auf.
Nach seinem Schulabschluss absolvierte er von 1967 bis 1969 seine Schauspielausbildung an der Staatlichen Theaterhochschule in Kopenhagen. Sein Bühnendebüt als Darsteller hatte er im Jahr 1970 am Königlichen Theater Kopenhagen. Von 1974 bis 1979 war er am Aarhus Teater und von 1979 bis 1984 am Odense Teater als festes Ensemblemitglied engagiert. Hertz trat in zahlreichen Theaterstücken, Varieté-Shows, Kabarett-Programmen und in Musicals auf. Seit 1976 hat er als Schauspieler vor der Kamera in bislang mehr als 30 Film-und-Fernsehproduktionen mitgewirkt und führte bei fünf Spielfilmen die Regie. Er ist auch an verschiedenen Theatern als Regisseur aktiv und inszenierte mehrere Theateraufführungen. Von 1997 bis 2001 war Hertz als Unterhaltungschef im Kopenhagener Vergnügungspark Tivoli tätig.
Jan Hertz lebt in Kopenhagen. Er ist nicht mit den beiden Schauspielerinnen Lone Hertz und Helle Hertz verwandt.

## Filmografie (Auswahl)
- 1980: Attentat
- 1991: Frech wie Krümel
- 1992: Krümel im Chaos
- 1997: Die unschlagbaren Andersens
- 1998: Der (wirklich) allerletzte Streich der Olsenbande
- 1999: Der einzig Richtige
- 2000: Juliane
- 2002: Bertram & Co